# 内蒙鸟属
内蒙鸟属（学名：Neimengornis）是鸟翼类热河鸟科下的一个属，生活在早白垩世时期的中国境内，现已灭绝。该属仅包含一个种：直掌内蒙鸟（Neimengornis rectusmim），这种鸟发现于辽宁热河群名为IMMNH-PV00122的正模标本中。

## 命名
直掌内蒙鸟的属名“Neimengornis”意为“内蒙古的鸟”，因其正模标本保存在内蒙古自然博物馆中而得名。而rectusmim则意为“直而小的掌骨”，这个名称包含了拉丁文的“ectus” ，意思是“直的”，以及“mim”，是“minor metacarpal”的缩写，意思是“小掌骨”。这个名称指出直掌内蒙鸟具有直的小掌骨，明显不同于其他热河鸟类。